# Olga Haasová-Smrčková
Olga Haasová-Smrčková (1. listopadu 1937 Brno – 11. prosince 2022 Brno) byla česká operetní herečka a zpěvačka, dcera skladatele Pavla Haase, neteř herce a režiséra Hugo Haase a první manželka spisovatele Milana Kundery. Pro svůj příjemný teplý alt, atraktivní jevištní zjev a herecké nadání byla hojně obsazovaná v klasických operetách, ale také v českých i zahraničních muzikálech.

## Život
Narodila se v Brně 1. listopadu 1937 Soni Haasové a jejímu choti Pavlu Haasovi. Soňa Haasová, rozená Sofie Feldmanová, patřila k rodině ruských židů, poprvé byla provdaná za ruského lingvistu Romana Jakobsona a jako lékařka provozující svoji praxi v Brně pečovala o matku bratří Pavla i Huga Haasových Olgu Haasovou před její smrtí 25. prosince 1933. Tehdy navázala vztah s Pavlem Haasem, hudebním skladatelem, žákem Leoše Janáčka a bratrem známého herce a režiséra Hugo Haase, avšak až v roce 1935 došlo k dohodě o rozvodu s Jakobsonem a posléze k uzavření sňatku s Pavlem Haasem. Ten v létě 1937 dokončil svoji operu Šarlatán a hudbu k Hugovu filmu Kvočna a v říjnu začal pracovat na 3. smyčcovém kvartetu, když byl náhle hospitalizován s prasklým žaludečním vředem, zatímco Soňa prodělala komplikovaný porod Olgy a celá rodina se doma shledala až na konci listopadu.
O otce brzy přišla, když byl za války internován v koncentračním táboře v Osvětimi, odkud už se nevrátil (zemřel 17. října 1944). Matka svůj židovský původ popírala a místo rodného příjmení tvrdila, že je po otci Borisova. Za války s nimi žil i malý syn Huga Haase Ivan, který se narodil v únoru 1939, a když jeho rodiče dva měsíce po narození emigrovali, byl těžce nemocný, takže jej zanechali v Praze. Až do konce války byl vydáván za bratra Olgy a koncem roku 1945 byl odvezen za jeho rodiči do Spojených států amerických. Olga posléze vystudovala obor zpěv a klavír na brněnské konzervatoři a chtěla se stát operní pěvkyní.
V roce 1960 však nastoupila do souboru zpěvohry v divadle Reduta spadajícího pod Státní divadlo Brno. Tehdy už měla za manžela o 8 let staršího spisovatele Milana Kunderu, který za mlada studoval hudbu u jejího otce Pavla Haase. S Kunderou uzavřela sňatek v roce 1956, později se však rozvedli a on se v roce 1963 podruhé oženil s Věrou Hrabánkovou. Podle vyprávění Arnošta Goldflama se Kundera na svatbě s Olgou Haasovou nechal zastupovat patrně Janem Trefulkou, a když se rozcházeli, byla to ona, kdo se s ním rozešla. Kundera se údajně inspiroval osobami Olgy a její matky Soni při psaní své divadelní hry Majitelé klíčů.
Olga Haasová mezitím strávila jednu sezónu 1962/1963 v Západočeském divadle Klatovy, kde hrála činohru. Následující sezónu 1963/1964 působila v brněnském Divadle bratří Mrštíků (pozdější Městské divadlo Brno) a od roku 1964 se na základě úspěšného konkurzu opět vrátila do souboru operety Státního divadla v Brně, kde vytrvala necelé tři dekády až do roku 1991. Účinkovala také v divadle Večerní Brno a hostovala na scénách v Olomouci, Ostravě, Praze (Hudební divadlo Karlín, 1979) či v Ústí nad Labem (Státní divadlo v Ú. n. L., 1983). Ztvárnila mimo jiné titulní roli v muzikálu Hello, Dolly! a celou řadu dalších velkých úloh, vynikla jako Kristina ve Věci Makropulos Karla Čapka i jako Augusta Panicettiová v opeře Gorniho Kramera Když je v Římě neděle (premiéra inscenace 1981).
V období po sametové revoluci roku 1989 a nástupu nového šéfa brněnské zpěvohry Alfreda Mayera došlo k omlazení ansámblu a Olga Haasová spolu s Vlastou Francovou či Veronikou Butorovou odešla na odpočinek, aby zůstaly již jen čestnými členkami souboru.
Druhým manželem Olgy Haasové se stal v roce 1972 brněnský výtvarník a scénograf Vladimír Smrčka (1943–2018), s nímž měla syna Jana (* 21. října 1972). Poslední roky svého života strávila v Domově důchodců v Brně-Maloměřicích. Zemřela po dlouhé nemoci 11. prosince 2022 ve věku 85 let.